# La Conner
La Conner é uma cidade  localizada no estado norte-americano de Washington, no Condado de Skagit.

## Demografia
Segundo o censo norte-americano de 2000, a sua população era de 761 habitantes.
Em 2006, foi estimada uma população de 791, um aumento de 30 (3.9%).

## Geografia
De acordo com o United States Census Bureau tem uma área de
1,3 km², dos quais 1,1 km² cobertos por terra e 0,2 km² cobertos por água. La Conner localiza-se a aproximadamente 9 m acima do nível do mar.

## Localidades na vizinhança
O diagrama seguinte representa as localidades num raio de 16 km ao redor de La Conner.